# Посох

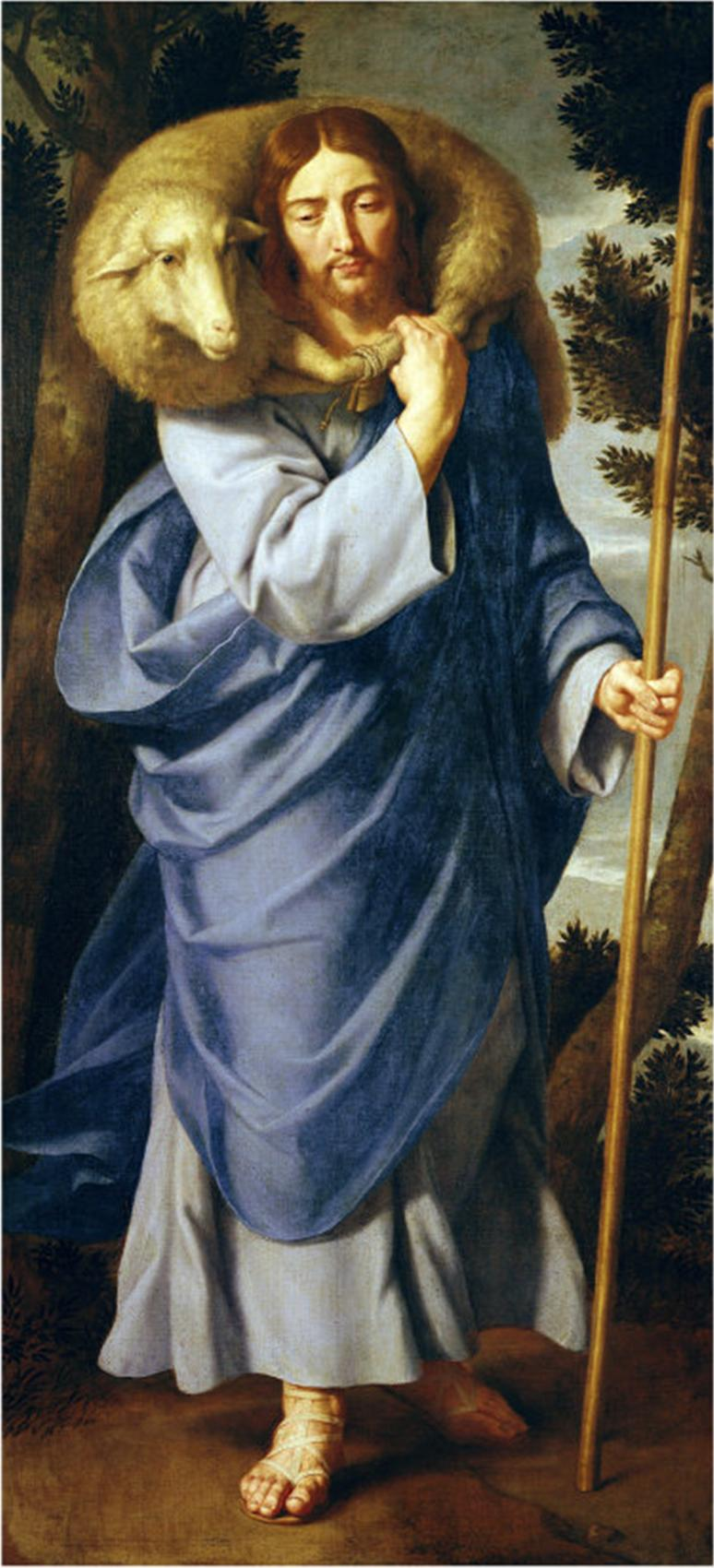
Ісус Христос — Добрий Пастир

По́сох (від прасл. *soxa — «дерево з розвилкою», звідки й «соха»), ціпо́к, палиця — палиця особливого виду і призначення. Вважається, що в давнину посохи наділялися певною силою для різних цілей. Основним призначенням посоха було спирання на нього під час ходьби.

## Пастуший посох
Посохи з незапам'ятних часів використовуються пастухами, зокрема вівчарами. Пастуший посох з гаком на кінці зазвичай відомий під назвами «ґирлиґа», «ґерлиґа» чи «ковінька» (зменшена форма від «ковеня»). Роблять ґирлиґи, з твердої і в'язкої деревини (клена, дуба, в'яза, горобини), ретельно обробляють поверхню, усуваючи задирки. Довжина палиці має бути не менш ніж 2 метри. Ґирлиґа має кілька функцій: опора для ходьби по пересіченій місцевості (зокрема, у горах), ловіння овець, кіз чи ягнят за шию або ноги, зброя проти хижаків.
На пастуший посох дещо схожа патериця католицьких єпископів — з верхнім кінцем, загнутим у вигляді спіралі.